# Stroszek – Balladen om Bruno S.
Stroszek – Balladen om Bruno S., tysk originaltitel: Stroszek, är en tysk film från 1977 i regi av Werner Herzog. Den filmades i Berlin, North Carolina, samt i två städer i Wisconsin.

## Handling
Bruno Stroszek (Bruno S.) är en gatusångare i Berlin, frigiven från fängelset. Han beger sig till en bar där han lär känna Eva (Eva Mattes), som är en prostituerad kvinna. Bruno känner att han inte passar in i samhället, och flyttar då med Eva till Amerika, där han hört att alla är rika. Han inser snart att Amerika inte är så rikt som han hade trott, och den "amerikanska drömmen" blir snart en mardröm.